# Villamarchante
Villamarchante (en valenciano y oficialmente Vilamarxant) es un municipio de la Comunidad Valenciana, España. Perteneciente a la provincia de Valencia, en la comarca del Campo de Turia. Su población es de 11 041 habitantes (INE 2024). Pertenece a la segunda corona del área metropolitana de Valencia.

## Geografía
Situado en la ribera derecha del río Turia, en el momento en que éste abandona la zona montañosa del interior para penetrar en la llanura prelitoral valenciana.
Su término municipal tiene una extensión aproximada de 71,1 km², constituyendo desde el punto de vista geográfico una zona de transición entre la montaña y el llano, de ahí que su relieve sea bastante accidentado y los montes ocupan más de la mitad de todo el término. Se encuentra atravesado de oeste a este por el río Turia. Aproximadamente un 25 % de la superficie del término municipal está ocupada por masas boscosas.

### Núcleos de población
Además del núcleo urbano, Villamarchante tiene diversas urbanizaciones: La Balsilla, Les Creuetes, Els Creves, Monte Horquera, La Rodana, La Pedrera, La Llomaina, Les Plantades, Mulló Crussà, Mas del Moro y El Pozo Santa Teresa.

### Localidades limítrofes
El municipio de Villamarchante limita con los pueblos de Pedralba, Benaguacil, Cheste y Ribarroja del Turia.
Localidades limítrofes
|                 | Norte: Benaguacil |                           |
| Oeste: Pedralba |                   | Este: Ribarroja del Turia |
|                 | Sur: Cheste       |                           |

### Clima
El municipio de Villamarchante posee un clima típicamente mediterráneo. Se caracteriza por un clima suave, con una temperatura media anual superior a los 17 °C. Los veranos son cálidos y los inviernos muy moderados. Durante los meses invernales la temperatura no suele estar por debajo de los 3 °C. Las precipitaciones son discretas, de 422 mm al año, y presentan el clásico mínimo estival mediterráneo, con dos máximos, uno en la otoño (gota fría) y otro al final de la invierno y comienzo de la primavera.
| Parámetros                  | I    | II   | III  | IV   | V    | VI   | VII  | VIII | IX   | X    | XI   | XII  | Anual |
| Temperaturas medias, ºС     | 10,6 | 11,3 | 13,2 | 15,5 | 18,9 | 22,9 | 26,0 | 26,0 | 23,4 | 19,0 | 14,1 | 11,0 | 17,65 |
| Precipitación acumulada, mm | 28,6 | 33,1 | 31,4 | 37,6 | 29,4 | 29,3 | 10,5 | 25,2 | 38,4 | 70,8 | 51,5 | 35,9 | 421,9 |
| --------------------------- | ---- | ---- | ---- | ---- | ---- | ---- | ---- | ---- | ---- | ---- | ---- | ---- | ----- |

## Historia
El desarrollo histórico del municipio de Villamarchante ha experimentado una evolución que data de la época antigua hasta la actualidad, definiendo el modelo territorial que ha llegado hasta nuestros días.
Primeros asentamientos
Los vestigios más antiguos de una primitiva ocupación humana en la zona pueden remontarse al Paleolítico Superior, suponiendo un asentamiento humano más o menos continuo por tierras colindantes hasta el Mesolítico.
Sin embargo, los datos más antiguos de poblamiento en el término municipal de Villamarchante, son de la Edad de Bronce. Concretamente se ha localizado un poblado perteneciente a esta cultura en el Alto de los Castellets, cerro flanqueado por el barranco de Porchinos.
De época ibérica no se han encontrado restos en el término municipal de Villamarchante, a pesar de la gran cantidad de poblados que se encuentran en esta comarca.
Época romana
Se han localizado yacimientos arqueológicos romanos en la partida de la Villalba, donde se encuentran unos muros de edificación de una villa, fragmentos de dolium, de ánforas y vasos, así como fragmentos de pavimentos hechos con ladrillos romboidales. De esta época son también los restos del acueducto al barranco de la Mojolina.
La civilización romana transforma la agricultura. De esta época data el aprovechamiento de las aguas del Turia a través de una extensa red de canales y obras de regadío.
Es probable que el origen del primitivo asentamiento del pueblo corresponda a esa época romana, ya que es probable que el topónimo sea de origen latino y no árabe.
Época musulmana
Con la llegada de los musulmanes en el siglo VIII a estas tierras se inicia un largo período de dominación oriental que durará hasta finales del siglo XIII.
De esta época datan numerosos asentamientos de la zona, constituidos primariamente como alquerías con recinto amurallado y castillo. Es el caso de Villamarchante, que aunque su topónimo no muestre tal origen, si son de esta época los restos de muralla y torre que constituyen los vestigios más antiguos de asentamiento urbano en el municipio.
La conquista musulmana supuso en estas tierras la extensión y perfeccionamiento de la red de acequias y técnicas de regadío iniciadas por los romanos, la introducción de nuevos cultivos como la naranja o el arroz.
Conquista cristiana
Con la conquista de Jaime I en 1238, estas tierras se incorporan al nuevo reino de Valencia integrado en la corona de Aragón y se inicia el reparto de tierras y el proceso de repoblación de las mismas. Según el Libro del Reparto, Villamarchante quedó constituida en tierra de señorío, siendo dados por concesión real a Pedro Cornell el castillo y la villa de Villamarchante, aunque más tarde el mismo rey la dio a Ximén Pérez de Arenós.
El 1335 pasó a manos de Blas de Maza de Verga y más tarde a las familias de Moncada y Villalba.
Durante la Baja Edad Media, la falta de agua para el riego de los campos entre las comarcas del Campo de Turia y la Huerta de Valencia, llevó a Jaime II a ordenar a la huerta del río Turia el aprovechamiento alternativo del regadío entre poblaciones. De este modo, las localidades de Pedralba, Benaguacil, Ribarroja del Turia y Villamarchante (Pueblos Castells) aprovecharan el agua unos días de la semana y los pueblos de la Huerta otros.
La expulsión morisca
Durante el siglo XVI, Villamarchante tenía una población mixta pero con predominio de moriscos. A principios del siglo XVII se decreta la expulsión morisca por lo que Villamarchante ve reducida su población a la mitad. Después de la expulsión, no sólo Villamarchante, sino también todas las poblaciones del Campo del Turia quedaron prácticamente vacías.
A finales del siglo XVII se produjo una expansión agrícola que originó un aumento de la población iniciándose la recuperación demográfica de estas tierras. El fomento del cultivo del arroz se extendió a las zonas bajas del Turia, afectando al término de Villamarchante, pero llegaron también las fiebres endémicas propias de las zonas pantanosas, provocando una elevada mortandad.
Siglos XIX y XX
A finales del siglo XVIII toda la comarca del Campo de Turia registra una prosperidad centrada en la agricultura principalmente, siendo los cultivos más importantes el trigo, los algarrobos, la aceituna y la vid. Las tierras de cultivo se habían ido extendiendo, la masía o el más era la unidad típica del secano y se correspondía con las grandes y medianas propiedades rústicas.
Entre los años 1845-75, la economía agrícola se inicia una etapa de expansión, principalmente por el cultivo de naranja, vid y arroz, todos productos de exportación con lo cual se amplía y profundiza la transformación del secano en regadío.

## Demografía
Villamarchante cuenta con una población de 11 041 habitantes (INE 2024).
| Gráfica de evolución demográfica de Villamarchante entre 1842 y 2021                                                |
| |
| Población de derecho según los censos de población del INE Población de hecho según los censos de población del INE |

## Comunicaciones
Las principales vías de acceso a la población son:
- CV-37 Enlaza el municipio con Ribarroja del Turia y la Autovía A-7.
- CV-50 Enlaza el municipio con la Autovía de Ademuz CV-35 y con Cheste A-3.
- CV-370 Enlaza el municipio con Pedralba.

El medio de transporte que tiene la población para comunicarla con otras poblaciones es la línea de autobús 105 de Urbetur que comunica Villamarchante con Liria y Ribarroja del Turia.
En la actualidad se está desarrollando un proyecto para ejecutar una Ronda en la CV-50 que rodeará el municipio por su lado oeste. Se espera su construcción en los próximos años.
Anteriormente Villamarchante también se comunicaba a través de la línea de ferrocarril que unía Valencia y Liria, la estación se situaba a 2 km de la población dirección Ribarroja del Turia.

## Economía
A pesar de la expansión industrial, la agricultura sigue siendo su principal fuente de ingresos. Dentro de los cultivos de secano encontramos olivos y almendros así como frutales. En regadío se hallan naranjos, mandarinos y hortalizas entre las que destacan la sandía, la cebolla y la coliflor. Villamarchante cuenta con varias granjas avícolas y de ganado porcino. Las industrias de cerámica y de construcción han prosperado en los últimos años. Junto a ellas, hay que citar industrias como conservas vegetales, pirotecnia y elementos electrónicos.

## Administración y política
| Periodo   | Nombre                                    | Partido            |
| --------- | ----------------------------------------- | ------------------ |
| 1979-1983 | Eusebio Civera Martínez                   | UCD                |
| 1983-1987 | Eusebio Civera Martínez                   | AP                 |
| 1987-1991 | Francisco Gil Sanchis                     | AP                 |
| 1991-1995 | Félix Castellano Esteve                   | PSPV-PSOE          |
| 1995-1999 | Eusebio Civera Martínez                   | UV                 |
| 1999-2003 | Vicente Betoret Coll                      | PP                 |
| 2003-2007 | Vicente Betoret Coll                      | PP                 |
| 2007-2011 | Vicente Betoret Coll                      | PP                 |
| 2011-2015 | Vicente Betoret Coll                      | PP                 |
| 2015-2019 | Jesús Montesinos Oltra                    | PSPV-PSOE          |
| 2019-2023 | Héctor Troyano Navarro Xavier Jorge Cerdá | PP Cs - Ciudadanos |
| 2023-act. | Héctor Troyano Navarro                    | PP                 |

## Patrimonio

### Patrimonio religioso
- Iglesia de Santa Catalina Mártir: Situada en la plaza de la iglesia, este edificio dedicado a Santa Catalina Mártir constituye el punto más elevado del centro histórico de Villamarchante. La iglesia fue construida a finales del siglo XIX (1887-1900) sobre la primitiva mezquita adaptada desde los tiempos de la Conquista de Valencia.
- Ermita de la Asunción de Monte Horquera.
- Ermita de San Francisco Javier.
- Ermita de San Antonio de Padua. Se trata de una propiedad privada, construida en el siglo XIX.

### Patrimonio civil e histórico
- Vestigios de acueductos romanos: Diversos arqueólogos e investigadores han fijado sus teorías sobre la presencia de acueductos romanos en el territorio de Villamarchante, ya que se han encontrado restos de un acueducto tierras de municipios vecinos, muy próximos a la villa, que por su localización y orientación avalaría la teoría, así como diversos estudios y fuentes[6] que lo afirman. Los restos hallados en el barranco de Porchinos(Ribarroja del Turia) se corresponden con la red de acueductos que distribuían el agua a las ciudades de Valentia y Saguntum. Actualmente, no se han encontrado restos de ellos.
- Restos de Alcazaba y muralla de la Torre de Villamarchante: Ruinas del antiguo castillo musulmán del que se conserva parcialmente vestigios de la muralla y de la torre. Parte de la muralla y el interior del recinto están cubiertos por edificaciones adheridas y adosadas posteriormente, conformando una estructura urbana integrada con las calles y plazas del núcleo antiguo de Villamarchante. Actualmente, su uso es residencial y de propiedad privada. Ambos elementos fueron inscritos como Bien de interés cultural en 2001.
- Lavadero municipal: Construido en 1903, consta de una planta rectangular con cubierta a cuatro aguas. En el interior encontramos dos pilas longitudinales corridas, con vertido en la acequia del Molí. En la actualidad, conserva su uso tradicional y todavía hoy se pueden ver a mujer del pueblo hacer uso de él.
- La Cisterna: Antiguo depósito de agua, de época medieval del siglo XV, de origen árabe, está situada bajo el edificio que recibe su mismo nombre. Consta de una única nace dividida en tres compartimentos comunicados entre sí, con cubierta abovedada.
- Mas de Teulada: Conjunto de edificaciones de finales del siglo XIX y principios del siglo XX. De propiedad privada.
- Mas dels Frares o Masía de San Javier: El origen de este edificio se remonta a la mitad del siglo XIX, siendo inicialmente un convento de religiosos, de ahí su nombre por el que se conoce popularmente. Antiguamente se organizaban romerías a la ermita de la masía, por lo que además de interés arquitectónico, alberga tradiciones ligadas a la historia de Villamarchante. Recientemente, aunque de propiedad privada, fue escenario de rodaje de la serie popular conocida como L'Alqueria Blanca.
- Mas del Moro: edificio del siglo XIX de planta baja, con patio interior constituido por un porche de arcos rebajados, que constituyen uno de los elementos que mejor se conservan. Por el terreno perteneciente a la masía, se encuentra un acueducto datado de 1907.
- Mas de la Barca: Característica masía de zona de regadío, fue ordenada construir por la Duquesa de Gandía, señora de la Baronía de Villamarchante, en el siglo XVIII. La masía fue restaurada por los señores de Galí y aún en 1990, contaba con el funcionamiento de uno de sus molinos. Actualmente, de propiedad privada, se encuentra totalmente en ruinas y abandonada.

### Patrimonio militar
- Trincheras de la Guerra Civil: Localizadas en el paraje natural de Les Rodanes, encontramos trincheras datadas de la guerra civil española (1936-1939). Estas trincheras están situadas en los cerros de la Ferradura y el Clau. La finalidad de estas trincheras era frenar el posible ataque a las tropas nacionales sobre Valencia, cuando ésta albergaba la sede del gobierno de la República, como último baluarte defensivo. En ellas podemos encontrar un búnker de hormigón y diversos nidos de ametralladoras y salas adjuntas de refugio. Por suerte o por desgracia, nunca llegaron a ser utilizadas para esa finalidad, pero sí fueron restauradas y conservadas. Actualmente son accesibles a través la variante alternativa del itinerario PRV-175.1, que recorre Las Rodanas.

### Patrimonio natural
Les Rodanes: se trata de un paraje natural municipal. Está localizado en el monte de utilidad pública (MUP) denominado Les Rodanes. Está formado por cuatro montes denominados: La Rodana Gran, Rodana del Pico, Rodana Parda y Rodaneta Blanca. Presenta un elevado valor natural, pudiendo ser catalogado como una singularidad litológica silícea de gres y rodeno, que es poco habitual en la Comunidad Valenciana.
El interés forestal del paraje es máximo, tanto por la cantidad (biomasa forestal), como por la calidad (biodiversidad de plantas autóctonas, endemismos, tipos de vegetación, fauna asociada, suelos evolucionados, etc.). Aquí se presentan comunidades vegetales climacíticas y preclimácicas típicas de la montaña baja mediterránea, muchas de ellas con un dosel arbóreo de pino blanco. A falta de estudios exhaustivos sobre la diversidad florística, se han contabilizado más de 200 especies de vegetación y cerca de 100 especies de vertebrados e invertebrados.
Así mismo, podemos encontrar:
- Microreservas de flora en el Rincón de Zamora, El Macizo y el Alto de la Rodana Gran.
- Conjunto de cuevas de las Pedrizas: El Karst de las Pedrizas comprende un conjunto de 8 cavidades conocidas, de materiales carbonatados del Triásico. Las cavidades que forman este conjunto son:
  - Sima de los Murciélagos.
  - Cueva de los Murciélagos.
  - Sima de las Pedrizas de Horquera.
  - Cueva de las Pedrizas de Horquera.
  - Sima del Oro.
  - Sima de la Lenteja.
  - Cueva del Lentisco.
  - Cueva del corderal de la Balsa.
- Balsa Barreta: Se trata de una balsa excavada hace varios siglos sobre materiales impermeables, con la finalidad de abastecer al ganado que se cerraba en el recinto conocido como Corral de la Balsa Barreta. En 2005 se ejecutó un proyecto de restauración de la Balsa para convertirlo en un humedal. El proyecto consistió en eliminar la maleza que se había acumulado con el tiempo, sobre el lecho, e introducir más de 1000 plantas de 20 especies diferentes con los que recrear la diversidad de vegetación que se da en un humedal mediterráneo.
- Pino Monumental de Porchinos: Es un pino emblemático y considerado Bien de Interés Local. Se trata de una especie de pino Blanco (Pinus Halepensis) que se encuentra junto a la Balsa Barreta.
- Área recreativa La Pedrera del Rei: Enmarcada en el MUP de la Llomaina, el área recreativa cuenta con una zona de barbacoas y paelleros donde hacer fuego, aparcamiento para 50 vehículos, accesos adaptados, mesas y bancos, lavados, etc. Esta área es la única que cumple con las características de área recreativa dentro del parque natural del Turia.

## Cultura
- Fiestas patronales: Se celebran a Santa Catalina y al Cristo de la Salud a finales de agosto.
- Los Leñadores de Villamarchante ('Els llenyaters de Vilamarxant'): Danza típica que se interpreta el día 25 de diciembre y el 5 de enero después de la cabalgata.[7]
- Arrastres ('Rastreres'):[8] Tradición típica de la localidad que se celebra todos los días 24 de diciembre caída la tarde, y que consiste en hacer sonar con palos una serie de latas, botes y demás artefactos de metal unidos entre sí formando tiras que los más jóvenes de Villamarchante van arrastrando por las calles de la localidad anunciando el inminente nacimiento del Niño-Dios. A falta de un estudio en profundidad de los orígenes de la tradición, sí que parece que hunde sus raíces en las típicas manifestaciones sonoras que encontramos a lo largo del mediterráneo español (El Arrastre de Algeciras y los Calderones de Fresneda, que se celebran ambas el 5 de enero para anunciar la llegada de los Reyes Magos a sus localidades; La Encerrada de Tudela, que anuncia también la llegada de los Reyes Magos; o la Zambombada de Casavieja (Ávila), que acontece una semana antes del día de Navidad)

En 2015 se aprobó por parte del Ayuntamiento de Villamarchante el inicio de los trámites para declarar ambas tradiciones fiestas de interés turístico provincial.